# Канал Седертельє
59°11′35″ пн. ш. 17°37′56″ сх. д. / 59.19315° пн. ш. 17.632180555556° сх. д.
Канал Седертельє (швед. Södertälje kanal) — канал у провінції Седерманланд на південному заході Стокгольма, Швеція, сполучає озеро Меларен з Балтійським морем у місті Седертельє. 
Його довжина 5,2 км, один шлюз. 
Розмір цього шлюза є найбільшим у Скандинавії за дозволеним розміром корабля. 
Шлюз має довжину 135 м і ширину 17 м. 
Різниця рівня води між Мелареном і Балтійським морем невелика, в середньому 0,6 м. 
Це основний судноплавний шлях до озера Меларен.
Залізниця перетинає канал Седертельє через міст Ігельстабрун та Ярнвегсбрун.

## Історія
Річище сьогоденного канала використовували для подорожі до Меларена з часів вікінгів, коли поверхня Балтійського моря та озера були ще на одному рівні. 
Відтоді гляціоізостазія ізолювала озеро, і прохід вимагав буксирування суден через перешийок. 
Роботи на каналі розпочалися в 15 столітті, але перший шлюз та фактичне оперативне сполучення з Мелареном було завершено в 1819 році. 
Канал було відновлено, а його маршрут частково змінено в 1916–1924 роках, коли було завершено сьогоденний більший шлюз.